# حوضه قره‌سور
حوضه قره‌سور (قزاقی: Қарасор ойысы) یک حوضه آبریز و فرورفتگی در استان قراغندی کشور قزاقستان است.